# Myrioblephara polytrochia
Myrioblephara polytrochia là một loài bướm đêm trong họ Geometridae.